# Lilija Ulassawa

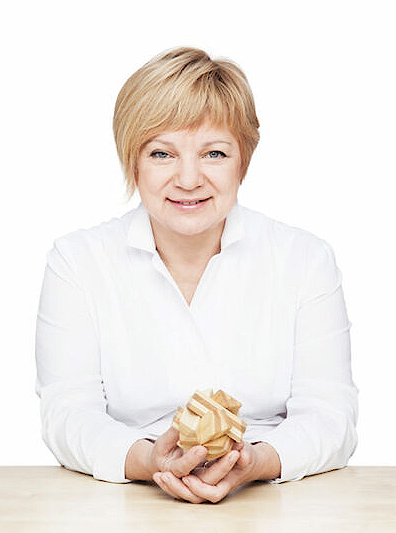
Lilija Ulassawa, 2020

Lilija Uladsimirauna Ulassawa (auch Lilia Wlassowa; englisch Liliya Vlasova; russisch Лилия Власова; belarussisch Лілія Уладзіміраўна Уласава; * 26. Mai 1953) ist eine belarussische Juristin und Politikerin sowie Mediatorin.
Sie gehört der Demokratiebewegung des Landes an.

## Leben
Ulassawa ist studierte und promovierte Juristin der Belarussischen Staatlichen Universität (1975). 2009 bildete sie sich im Rahmen des „Russian-American program on conflictologe“ an der Staatlichen Universität St. Petersburg weiter.
Ulassawa ist Mitglied des 2020 gebildeten Koordinierungsrats. Nach den Protesten im Land wurde sie nach einer Durchsuchung ihrer Wohnung am 31. August 2020 festgenommen, gegen den Koordinierungsrat wurden strafrechtliche Ermittlungen wegen angeblicher Bedrohung der nationalen Sicherheit eingeleitet. Durch eine gemeinsame Erklärung von elf Organisationen (Wjasna, das Belarussische Helsinki-Komitee u. a.) wurde sie am 7. September 2020 als politische Gefangene anerkannt.